# Temporada 2006 de la Champ Car World Series
La Temporada 2006 de la Champ Car World Series fue la tercera temporada de la Championship Auto Racing Teams como propiedad de Open-Wheel Racing Series (OWRS). Se corrieron 14 carreras, iniciando el 9 de abril de 2006 en Long Beach, California, y terminando el 12 de noviembre en la Ciudad de México, México. El campeón del Bridgestone presenta la Serie Championship Auto Racing Teams propulsada por Ford (nombre comercial por motivos de patrocinio) fue por tercera vez consecutiva el piloto francés Sébastien Bourdais. Fue el primer piloto en ganar tres campeonatos estadounidenses consecutivos desde que Ted Horn lo hiciera por última vez en la era del Campeonato Nacional de la AAA en 1948.

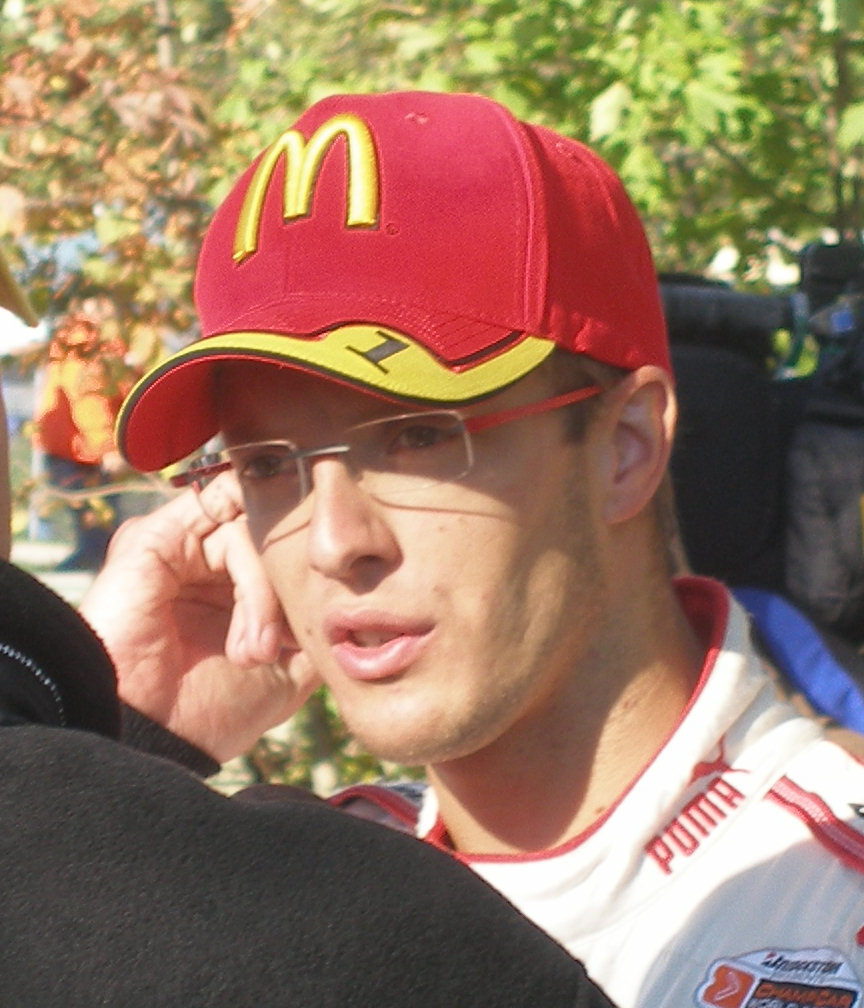
Sébastien Bourdais, fue una vez más campeón de la Championship Auto Racing Teams su tercer título de la serie de manera consecutiva.

## Pilotos y equipos
Todos los monoplazas eran Lola-Ford Cosworth y montaban neumáticos Bridgestone.
| Equipo                  | N.º | Piloto(s)          | Rondas           |
| ----------------------- | --- | ------------------ | ---------------- |
| Newman/Haas Racing      | 1   | Sébastien Bourdais | Todas            |
| Newman/Haas Racing      | 2   | Bruno Junqueira    | Todas            |
| Indeck Forsythe Racing  | 3   | Paul Tracy         | Rondas 1-13      |
| Indeck Forsythe Racing  | 3   | David Martínez     | Ronda 14         |
| Indeck Forsythe Racing  | 7   | Mario Domínguez    | Rondas 1-4       |
| Indeck Forsythe Racing  | 7   | A.J. Allmendinger  | Rondas 5-13      |
| Indeck Forsythe Racing  | 7   | Buddy Rice         | 14               |
| CTE Racing-HVM          | 4   | Nelson Philippe    | Todas            |
| CTE Racing-HVM          | 14  | Dan Clarke         | Todas            |
| Team Australia          | 5   | Will Power         | Todas            |
| Team Australia          | 15  | Alex Tagliani      | Todas            |
| PKV Racing              | 6   | Oriol Servià       | Todas            |
| PKV Racing              | 12  | Jimmy Vasser       | Ronda 1          |
| PKV Racing              | 20  | Katherine Legge    | Todas            |
| Rocketsports Racing     | 8   | Antônio Pizzonia   | Ronda 1          |
| Rocketsports Racing     | 8   | Nicky Pastorelli   | Rondas 2-6, 8-11 |
| Rocketsports Racing     | 8   | Mario Domínguez    | Rondas 12-14     |
| Rocketsports Racing     | 18  | Tõnis Kasemets     | Rondas 5-8, 12   |
| Rocketsports Racing     | 18  | Antônio Pizzonia   | Rondas 11, 13-14 |
| RuSPORT                 | 9   | Justin Wilson      | Rondas 1-12, 14  |
| RuSPORT                 | 10  | A.J. Allmendinger  | Rondas 1-4       |
| RuSPORT                 | 10  | Cristiano da Matta | Rondas 5-9       |
| RuSPORT                 | 10  | Ryan Briscoe       | Rondas 13-14     |
| Dale Coyne Racing       | 11  | Jan Heylen         | Todas            |
| Dale Coyne Racing       | 19  | Cristiano da Matta | Rondas 1-4       |
| Dale Coyne Racing       | 19  | Mario Domínguez    | Rondas 5-11      |
| Dale Coyne Racing       | 19  | Juan Cáceres       | Ronda 12         |
| Dale Coyne Racing       | 19  | Andreas Wirth      | Rondas 13-14     |
| Mi-Jack Conquest Racing | 27  | Andrew Ranger      | Todas            |
| Mi-Jack Conquest Racing | 34  | Charles Zwolsman   | Todas            |

## Resultados de la Temporada

### Calendario y Resultados
| Rond. | Fecha            | Comp./Circuito | Localización                            | Pole position      | Ganador            | Equipo Ganador         |
| ----- | ---------------- | --- | --------------------------------------- | ------------------ | ------------------ | ---------------------- |
| 1     | 9 de abril       | Toyota Champ Car Gran Premio de Long Beach Circuito callejero de Long Beach                                                                 | Long Beach, California                  | Sébastien Bourdais | Sébastien Bourdais | Newman/Haas Racing     |
| 2     | 22 de abril      | Champ Car Gran Premio de Houston Circuito Callejero Reliant Park Speedway                                                                   | Houston, Texas                          | Mario Domínguez    | Sébastien Bourdais | Newman/Haas Racing     |
| 3     | 21 de mayo       | Tecate Gran Premio de Monterrey Presentado por Roshfrans - Circuito Parque Industrial Fundidora Circuito Urbano Parque Industrial Fundidora | Monterrey, México                       | Sébastien Bourdais | Sébastien Bourdais | Newman/Haas Racing     |
| 4     | 4 de junio       | Champ Car Time Warner Cable Road Runner 225 de Milwaukee Milwaukee Mile                                                                     | West Allis, Wisconsin                   | Sébastien Bourdais | Sébastien Bourdais | Newman/Haas Racing     |
| 5     | 18 de junio      | Champ car Gran Premio de Portland Presentado por G. I. Joe's Portland International Raceway                                                 | Portland, Oregón                        | Bruno Junqueira    | A.J. Allmendinger  | Indeck Forsythe Racing |
| 6     | 25 de junio      | Champ Car Gran Premio de Cleveland Presentado por ¨U.S. Bank¨ Circuito Cleveland Burke Lakefront Airport                                    | Cleveland, Ohio                         | A.J. Allmendinger  | A.J. Allmendinger  | Indeck Forsythe Racing |
| 7     | 9 de julio       | Molson Champ Car Gran Premio de Toronto Circuito Callejero deExhibition Place                                                               | Toronto, Ontario                        | Justin Wilson      | A.J. Allmendinger  | Indeck Forsythe Racing |
| 8     | 23 de julio      | Rexall Gran Premio de Edmonton Circuito Edmonton City Centre Airport                                                                        | Edmonton, Alberta                       | Sébastien Bourdais | Justin Wilson      | RuSPORT                |
| 9     | 30 de julio      | Canary Foundation Gran Premio de San José Presentado por Taylor Woodrow Circuito Callejero de San José                                      | San José, California                    | Sébastien Bourdais | Sébastien Bourdais | Newman/Haas Racing     |
| 10    | 13 de agosto     | Champ Car Gran Premio de Denver Circuito Callejero de Denver                                                                                | Denver, Colorado                        | Sébastien Bourdais | A.J. Allmendinger  | Indeck Forsythe Racing |
| 11    | 27 de agosto     | Champ Car Gran Premio de Montreal Circuito Gilles Villeneuve                                                                                | Montreal, Quebec, Canadá                | Sébastien Bourdais | Sébastien Bourdais | Newman/Haas Racing     |
| 12    | 24 de septiembre | Gran Premio de Road America Road America | Elkhart Lake, Wisconsin                 | Dan Clarke         | A.J. Allmendinger  | Indeck Forsythe Racing |
| 13    | 22 de octubre    | Lexmark Indy 300 de Queensland Circuito Callejero de Surfers Paradise                                                                       | Surfers Paradise, Queensland, Australia | Will Power         | Nelson Philippe    | CTE Racing-HVM         |
| 14    | 12 de noviembre  | Gran Premio Telmex de México Presentado por Banamex Autódromo Hermanos Rodríguez                                                            | Ciudad de México, México                | Justin Wilson      | Sébastien Bourdais | Newman/Haas Racing     |

     Óvalo
     Circuito

### Estadísticas Finales
| Pos. | Piloto             | LBH | HOU | MTY | MIL   | POR | CLE | TOR | EDM | SAN  | DEN  | MTL | ROA | SUR   | MEX | Puntos |
| ---- | ------------------ | --- | --- | --- | ----- | --- | --- | --- | --- | ---- | ---- | --- | --- | ----- | --- | ------ |
| 1    | Sébastien Bourdais | 1*  | 1   | 1*  | 1*    | 3   | 18  | 3   | 2*  | 1*   | 7    | 1*  | 3*  | 8     | 1   | 387    |
| 2    | Justin Wilson      | 2   | 5   | 2   | 2     | 2   | 13  | 4   | 1   | 3    | 8    | 14  | 5   | DNP 5 | 2*  | 298    |
| 3    | A.J. Allmendinger  | 16  | 8   | 3   | 4     | 1*  | 1*  | 1*  | 3   | 7    | 1*   | 17  | 1   | 16    |     | 285    |
| 4    | Nelson Philippe    | 13  | 4   | 17  | 3     | 8   | 10  | 13  | 14  | 4    | 5    | 3   | 14  | 1*    | 7   | 231    |
| 5    | Bruno Junqueira    | 15  | 10  | 10  | 15    | 4   | 2   | 8   | 15  | 17   | 2    | 12  | 2   | 6     | 4   | 219    |
| 6    | Will Power         | 9   | 7   | 11  | 11    | 18  | 9   | 7   | 6   | 6    | 4    | 5   | 13  | 12    | 3   | 213    |
| 7    | Paul Tracy         | 17  | 2   | 4   | 16    | 7   | 16  | 2   | 5   | 15 3 | 6 {4 | 2   | 10  | 4     |     | 209    |
| 8    | Alex Tagliani      | 3   | 11  | 5   | DNP 1 | 11  | 4   | 6   | 12  | 14   | 16   | 7   | 11  | 3     | 5   | 205    |
| 9    | Mario Domínguez    | 4   | 3*  | 6   | 14 2  | 14  | 6   | 11  | 8   | 5    | 13   | 10  | 12  | 2     | 17  | 202    |
| 10   | Andrew Ranger      | 6   | 6   | 7   | 7     | 9   | 11  | 10  | 7   | 13   | 14   | 15  | 8   | 5     | 8   | 200    |
| 11   | Oriol Servià       | 18  | 12  | 8   | 5     | 10  | 3   | 12  | 4   | 8    | 15   | 16  | 4   | 13    | 6   | 197    |
| 12   | Dan Clarke         | 11  | 16  | 13  | 8     | 6   | 7   | 17  | 9   | 16   | 3    | 4   | 6   | 17    | 18  | 175    |
| 13   | Charles Zwolsman   | 12  | 15  | 12  | 9     | 12  | 15  | 9   | 10  | 9    | 10   | 8   | 7   | 7     | 11  | 162    |
| 14   | Jan Heylen         | 7   | 13  | 16  | 12    | 15  | 5   | 16  | 16  | 11   | 11   | 9   | 9   | 14    | 13  | 140    |
| 15   | Cristiano da Matta | 5   | 9   | 9   | 13    | 5   | 14  | 5   | 18  | 2    |      |     |     |       |     | 134    |
| 16   | Katherine Legge    | 8   | 14  | 14  | 6     | 13  | 8   | 14  | 13  | 12   | 9    | 13  | 16  | 15    | 16  | 133    |
| 17   | Nicky Pastorelli   |     | 17  | 15  | 10    | 17  | 17  |     | 17  | 10   | 12   | 6   |     |       |     | 73     |
| 18   | Antônio Pizzonia   | 10  |     |     |       |     |     |     |     |      |      | 11  |     | 10    | 12  | 43     |
| 19   | Tõnis Kasemets     |     |     |     |       | 16  | 12  | 15  | 11  |      |      |     | 17  |       |     | 34     |
| 20   | Andreas Wirth      |     |     |     |       |     |     |     |     |      |      |     |     | 9     | 15  | 19     |
| 21   | Ryan Briscoe       |     |     |     |       |     |     |     |     |      |      |     |     | 11    | 14  | 17     |
| 22   | David Martínez     |     |     |     |       |     |     |     |     |      |      |     |     |       | 9   | 13     |
| 23   | Buddy Rice         |     |     |     |       |     |     |     |     |      |      |     |     |       | 10  | 11     |
| 24   | Jimmy Vasser       | 14  |     |     |       |     |     |     |     |      |      |     |     |       |     | 7      |
| 25   | Juan Cáceres       |     |     |     |       |     |     |     |     |      |      |     | 15  |       |     | 6      |
| Pos. | Piloto             | LBH | HOU | MTY | MIL   | POR | CLE | TOR | EDM | SAN  | DEN  | MTL | ROA | SUR   | MEX | Puntos |

| Color          | Result                                             |
| -------------- | -------------------------------------------------- |
| Oro            | Ganador                                            |
| Plata          | Segundo lugar                                      |
| Bronce         | Tercer lugar                                       |
| Verde          | Cuarto y quinto lugar                              |
| Celeste        | 6º-12º lugar (terminó la carrera)                  |
| Azul oscuro    | Finalizó la carrera fuera del Top 12               |
| Violeta        | No finalizó la carrera                             |
| Rojo           | No se clasificó a la carrera (DNQ)                 |
| Marrón         | Se retiró del evento (Wth)                         |
| Negro          | Descalificado (DSQ)                                |
| Blanco         | No comenzó la carrera (DNS)                        |
| Sin color      | No participó (DNP)                                 |
| Negrita        | Pole position                                      |
| Cursiva        | Piloto que hizo la vuelta más rápida de la carrera |
| *              | Piloto con más vueltas lideradas                   |
| Novato del Año |                                                    |
| Novato         |                                                    |

### Sistema de Puntuación
Los puntos para la temporada se otorgaron sobre la base de los lugares obtenidos por cada conductor (independientemente de que si el coche está en marcha hasta el final de la carrera):
| Posición | 1  | 2  | 3  | 4  | 5  | 6  | 7  | 8  | 9  | 10 | 11 | 12 | 13 | 14 | 15 | 16 | 17 | 18 | 19 | 20 |
| Puntos   | 31 | 27 | 25 | 23 | 21 | 19 | 17 | 15 | 13 | 11 | 10 | 9  | 8  | 7  | 6  | 5  | 4  | 3  | 2  | 1  |

#### Puntos de bonificación
- 1 Punto para Vuelta más Rápida en Carrera
- 1 Punto para fase eliminatoria de clasificación por Vuelta más Rápida (viernes)
- 1 Punto para fase eliminatoria de clasificación por Vuelta más Rápida (sábado)
- 1 Punto para por el mayor número de posiciones ganadas desde la posición de partida en la competencia (en caso de empate, el piloto mejor clasificado, consigue el punto)